# Chandmanĭ (distrikt i Mongoliet, Gobi-Altaj)
Chandmanĭ (mongoliska: Чандмань Сум, Чандмань, Chandmanĭ Sum) är ett distrikt i Mongoliet.   Det ligger i provinsen Gobi-Altaj, i den västra delen av landet, 800 km väster om huvudstaden Ulaanbaatar.